# Rumburk
Rumburk (německy Rumburg), přezdívaný Malá Paříž severu, je město v nejsevernější části České republiky, ve východní části Ústeckého kraje, v severovýchodní části okresu Děčín, ve Šluknovském výběžku. Žije zde přibližně 11 tisíc obyvatel. Město leží ve Šluknovské pahorkatině a protéká jím říčka Mandava. V Rumburku jsou hraniční přechody do německých měst Seifhennersdorfu a Neugersdorfu a železniční hraniční přechod Rumburk-Ebersbach/Habrachtice. Rumburk je obcí s rozšířenou působností. Město se rozkládá na ploše 24,71 km² v nadmořské výšce 387 m n. m. Bylo proslulé textilní výrobou tzv. véby a výrobou tzv. rumburských kamen, které zde vyráběla firma Rukov a dalšími produkty. Ve městě v roce 1918 proběhla vzpoura vojenských navrátilců z ruského zajetí. Deset účastníků bylo popraveno a další byli uvězněni v Malé pevnosti v Terezíně. V areálu kapucínského kláštera se nachází poutní Loretánská kaple vybudovaná počátkem 18. století. Jde o nejseverněji stojící stavbu svého druhu na světě.[zdroj?]

## Název
Název města pochází z příjmení zhořeleckých a žitavských měšťanů v roce 1298 Romberch, v následujících letech Ronenberch, Ronnenberch, Ronenberg, zkráceně Ronnberg či Rumberg. V roce 1341 se poprvé objevuje Rumburg, následují názvy Romberg, Ronberg. První část názvu pochází ze heraldických ostrví panského rodu Ronovců (středohornoněmecky die Rone = ostrve, osekané kmeny s pahýly větví, které se používaly jako žebříky při dobývání hradeb; odtud je odvozeno Ron (a název Ronov), nářeční výslovnost Run, Rum. V druhé části je velmi časté německé Berg (der Berg = hora), které se střídá s Burg (die Burg = hrad). Hrad stejného názvu – Rumburg stojí v Německu nedaleko města Eichstätt.
Pro svoji výstavnost, množství restaurací a zábavních podniků bylo město od začátku 20. století do roku 1945 nazýváno Malá Paříž.

## Historie

### Od středověku do třicetileté války

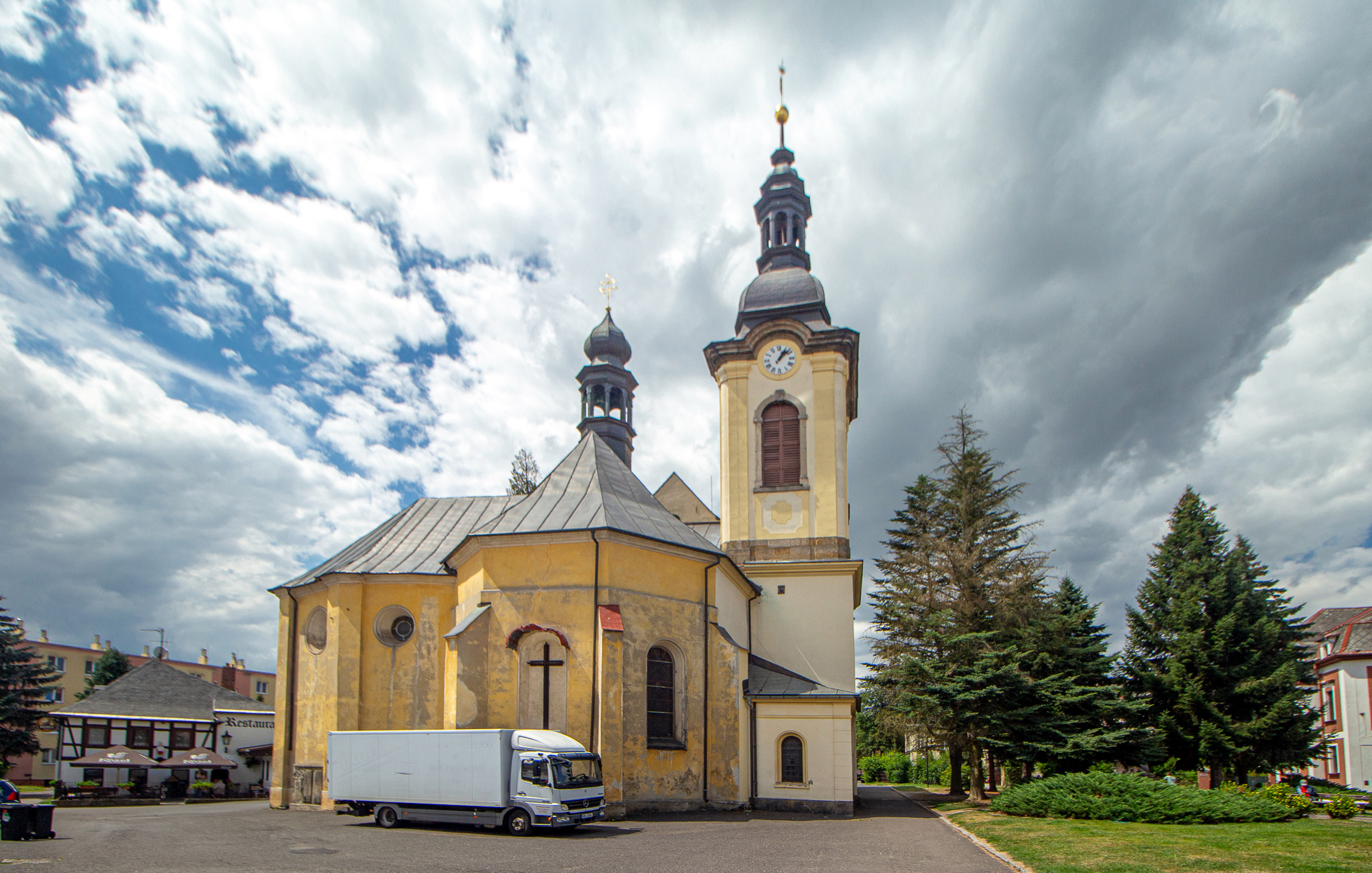
Kostel sv. Bartoloměje

Při obchodní cestě z Míšně do Žitavy a z Lužice přes Českou Lípu do středních Čech vznikla koncem 12. století pohraniční tržní osada, jež byla manstvím hradu Honštejna. Sídlem manů (drobných zemanů) byla rumburská tvrz. Jménem jsou z těchto manů známi Opce z Naptic (k roku 1363), Ota a Albert z Hrbic (1403) a další až do konce 15. století. Roku 1298 se Rumburk v historické literatuře označuje jako město, ale poprvé písemně se tak připomíná až roku 1377. Tehdy se v latinské listině městské rady ve Zhořelci mezi svědky uvádí Jindřich mladší z Rumburka jako „Heinricus de Romberch iunior“. Další stopy o existenci Rumburka jako panství pánů z rodu Ronovců ze 14. století nalézáme v účetních knihách města Zhořelce, kde jsou uvedena jména: Peter von Ronenberch (1305), Tilo von Ronenberg a Conradus von Ronnenberch.
Pro obchodní a strategický význam na česko-německé hranici město napadli husité. Proto si roku 1423 Hynek Berka z Dubé, držitel Rumburka a hradů Honštejn a Vildštejn, od lužických měst si vyžádal na obranu Rumburka vojenskou pomoc, která skutečně přišla a čítala 400 mužů. Přesto roku 1429 husité Rumburk obsadili a podnikali odtud nájezdy do katolické Lužice. Roku 1435 Berkové prodali Rumburk s Honštejnem saským knížatům, ale již roku 1451 jej získali zpět. Zdejší manství se dostalo pod vrchní právo hradu Tolštejna. Roku 1478 rumburský a zároveň tolštejnský man Kryštof z Heřmanic prodal Rumburk Hugoltovi ze Šlejnic, který k němu roku 1481 přikoupil i celé tolštejnské panství.
V roce 1475 jádro města tvořilo 22 domů. Téhož roku byly ve vsi Horní Jindřichov 3 mlýny, 13 sedláků, 150 obsazených a 60 neobsazených prutů polí. Roku 1496 byl knězem ve zdejší farnosti Prokop Thamme. Po jeho smrti – roku 1503 – byl jako další zdejší kněz ustanoven Petr Molitor. V letech 1532 až 1565 celé panství držel Jiří ze Šlejnic, který přenesel své sídlo do Rumburka, kde vystavěl renesanční zámek. Zemřel 27. září 1565 a byl pohřben v Rumburku u kostela sv. Bartoloměje. Šlejnicové se rozsáhlým hospodářským podnikáním i stavbou zámku zadlužili. Roku 1607 panství koupili Kinští ze Vchynic. Vilém Kinský byl roku 1634 zavražděn v Chebu spolu s Albrechtem z Valdštejna a jeho zkonfiskovaný majetek získal Kryštof Löbl z Krainburku (Grönburgu). Zakrátko k Rumburku přikoupil panství Leutersdorf a Varnsdorf. Během třicetileté války roku 1642 zámek v Rumburku napadlo a zapálilo švédské vojsko. Roku 1656 získal panství hrabě František Eusebius z Pöttingu sňatkem s Marií Markétou Löblovou. Mimo jiné založil rumburskou loretu.

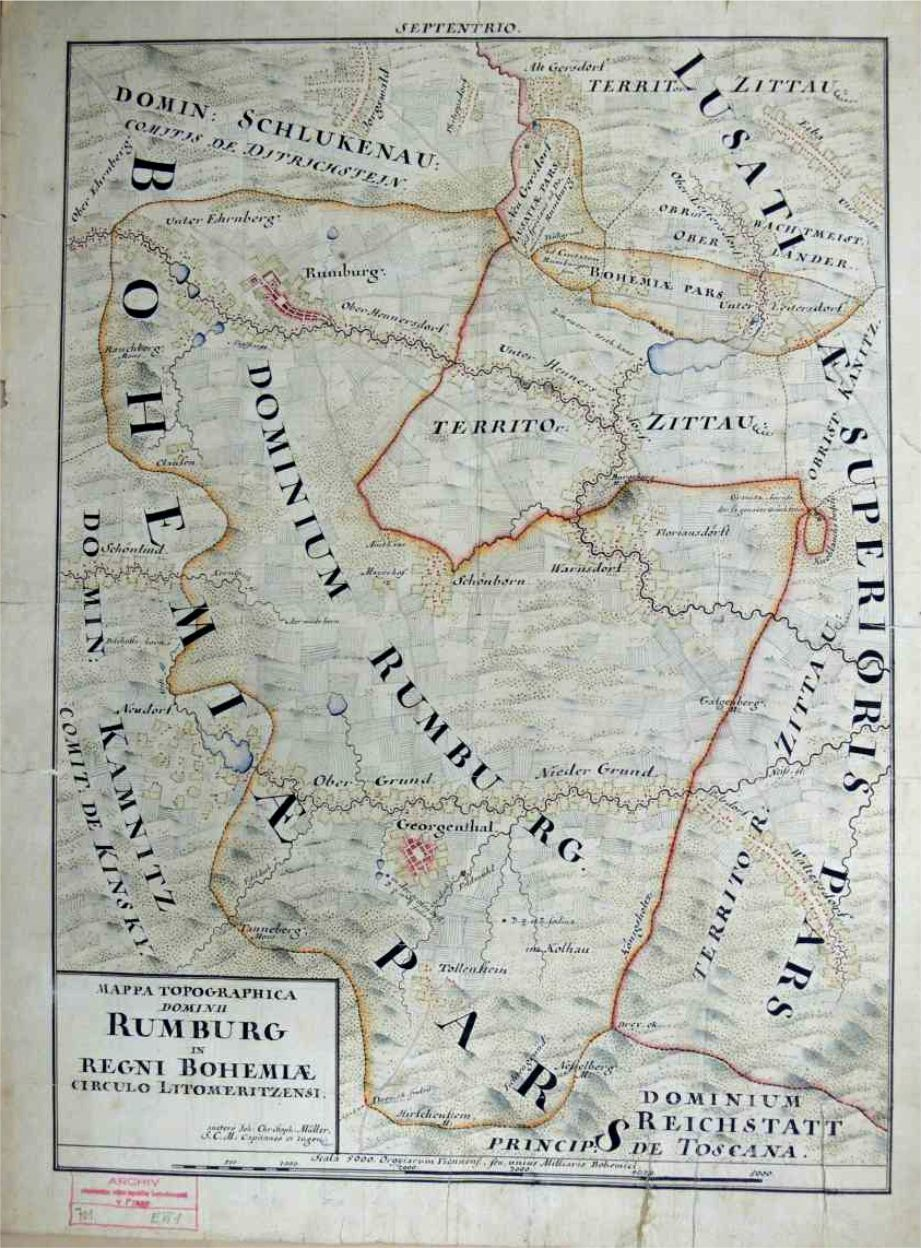
Rukopisná mapa Rumburského panství (kolem roku 1700)

Na mapě se Rumburk objevil roku 1569. Později, okolo roku 1566, mělo vzniknout předměstí zvané Neusorge. Z roku 1573 je první zmínka o rumburské škole, když byl učitelem Petrus Zebiller. Městská šatlava datovaná do této doby se měla nacházet v nynější Vrchlického ulici. Těsně před třicetiletou válkou – roku 1626 – postihl město mor.
Šibenice údajně stála kolem domu 75 v Jiříkovské ulici.
Majiteli Rumburka byli:
- 1281–1471 – Berkové z Dubé
- 1471–1586 – Šlejnicové
- 1586–1594 – Strehlitzové
- 1607–1634 – Kinští[12]
- 1634–1656 – Löblové z Krainburku (z Greinburgu)
- 1656–1681 – Pöttingové
- 1681–1848 – Lichtenštejnové[13][14]

### Doba pobělohorská

#### Exulanti
V době pobělohorské odešli v roce 1652 do exilu i luteráni z rumburského panství. V dobách protireformace (doba temna) žili poddaní ve strachu z toho, že opustí-li víru svých předků, nebudou spaseni, ale budou-li se jí držet, ztratí děti, svobodu nebo svůj život. V 18. století v Čechách zahrnovaly jezuitské metody rekatolizace povinnou docházku na katolické bohoslužby, domovní prohlídky, odpírání souhlasu vrchnosti k uzavírání sňatků, násilné odvody na vojnu, nucené práce atd. Číst nebo vlastnit bratrskou Bibli kralickou, která byla na indexu, bylo trestné. V roce 1656 (tj. čtyři roky po útěku) se nový majitel panství František Eusebius z Pöttingu rozhodl využít uprchlé poddané z rumburského panství (500–600 dospělých osob) a na opačné straně hranice jim na svých pozemcích v gerfsdorfském lese nechal postavit domky... Tak vznikla v roce 1660 nedobrovolná kolonie Neugersdorf. Ve stejné době si jiní exulanti založili poblíž osadu Altgersdorf, dobrovolně a na žitavských pozemcích. Obě kolonie měly společný luterský kostel a jejich osadníci později asimilovali v hostitelské zemi.

#### Ostatní
Roku 1681 panství od Pöttingů koupili Lichtenštejnové, v jejichž majetku zůstal až do druhé pozemkové reformy v roce 1923. Roku 1724 zámek postihl již druhý požár, po němž Lichtenštejnové ihned zahájili jeho barokní přestavbu, dokončenou již roku 1726, včetně patrové brány kryté valbovou střechou.
Z roku 1681 pochází morový sloup, který byl postaven na paměť morové epidemie z roku 1680. Roku 1706 vyrostla osada Antonínovo údolí, později přidružená k Rumburku. V roce 1764 vyrostla jiná osada později přidružená k Rumburku-Podhájí. V roce 1850 v Rumburku vznikl okresní soud. Od roku 1881 byl hřbitov v místech Parku přátelství.
 Rumburku se pro jeho honosnost říkalo Malá Paříž. Městská pošta se na své nynější místo přestěhovala roku 1904.
V roce 1910 byla zavedena autobusová linka Rumburk-Varnsdorf.

### První světová válka
Muži z Rumburka rukovali většinou ke 42. pěšímu pluku v Terezíně. Odvedeno bylo 4000 mužů, zatímco na konci války se jich vrátilo 3698, z toho 302 jich padlo nebo bylo prohlášeno za nezvěstné. Rok po vypuknutí války – 25. května 1915 – byl do Rumburka převelen 7. střelecký pluk z Plzně, ve kterém byla posádka nejen z Plzně, ale i z Rokycan, Rakovníka a Domažlic. S tímto plukem se do Rumburka dostalo 1200 mužů. Posádka byla umístěna v chlapecké škole.

#### Rumburská vzpoura

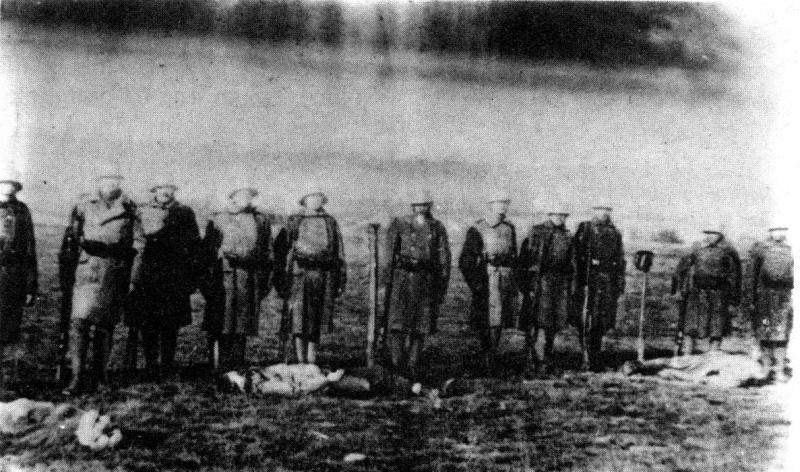
Poprava předních představitelů Rumburské vzpoury v Rumburku

Rumburská vzpoura byla reakcí na nedostatečné a špatné zásobování, nevyplacené žoldy a šikanu německých důstojníků. Vypukla v šest hodin ráno 21. května 1918 a ještě téhož dne byla krátce po deváté hodině večer potlačena pod Chotovickým vrchem u Nového Boru. Povstalci byli popraveni v Rumburku a v Novém Boru. Tři iniciátoři a vůdcové povstání Stanko Vodička, František Xaver Noha a Vojtěch Kovář byli výnosem stanného soudu odsouzení k trestu smrti a 29. května 1918 v časných ranních hodinách zastřeleni.
Stanný soud zasedal v Rumburku v bývalém zámku a v Novém Boru, a odsoudil k trestu smrti ještě dalších sedm vůdců povstání, kteří byli 29. května večer též popraveni zastřelením. Dalším čtrnácti k smrti odsouzeným byl nakonec rozsudek „zmírněn“ na mnohaleté vězení. Z více než 580 obviněných vzbouřenců jich bylo 116 za trest posláno na frontu a zbytek byl uvězněn v terezínské pevnosti. V roce 2008 se v Rumburku pořádaly oslavy k devadesátému výročí Rumburské vzpoury. Na námět vzpoury byl natočen film Hvězda zvaná Pelyněk. Stanko Vodička požádal před popravou evangelického faráře Georga Dölla o předání dopisu na rozloučenou a svého cvikru rodině. Nyní je pohřben na plzeňském hřbitově v Doubravce po pravé straně cesty od hřbitovních vrat ke kostelu. 

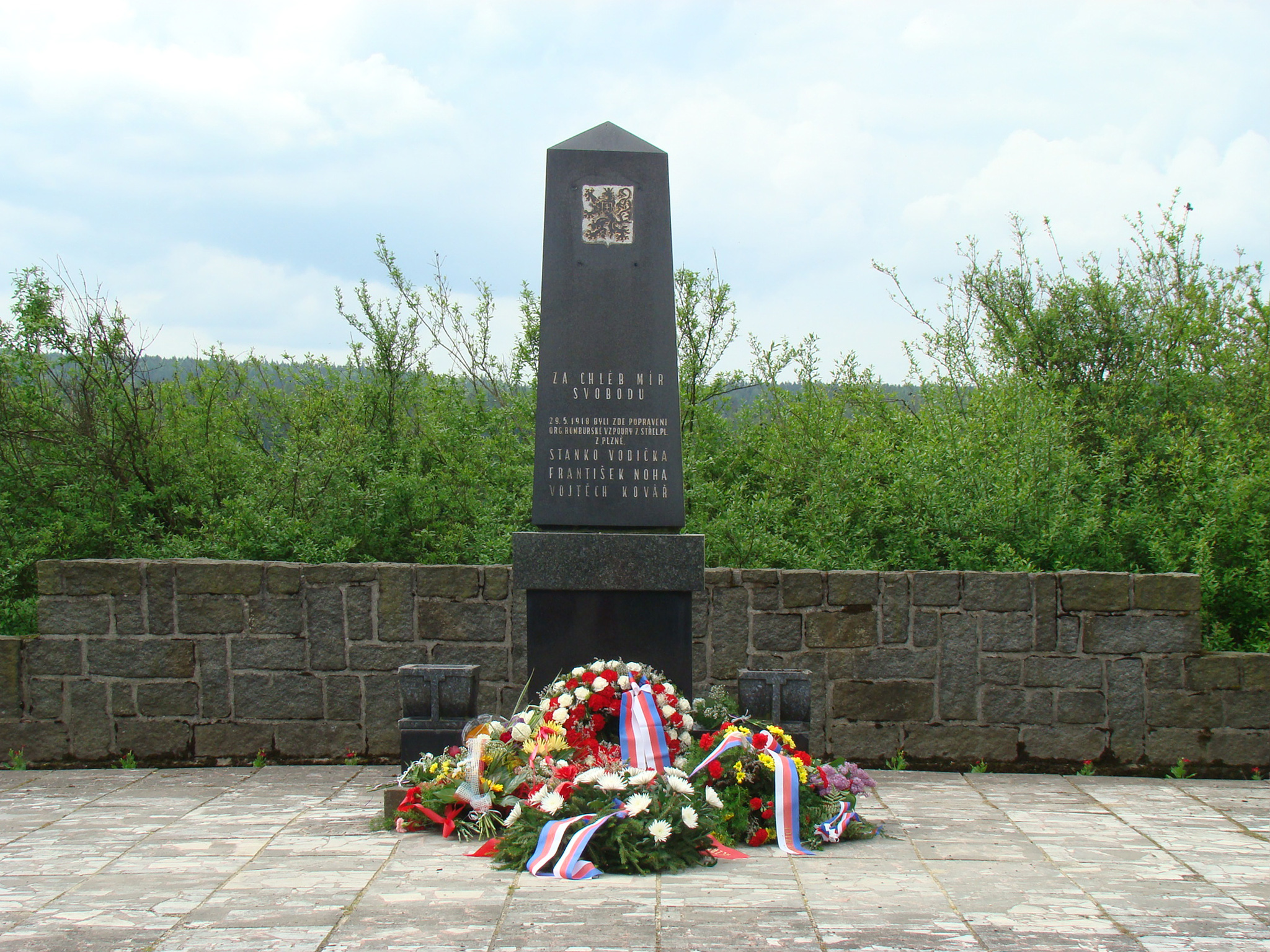
Pomník popraveným vzbouřencům

Na místě popraviště byl v 60. letech 20. století instalován pomník popraveným vzbouřencům Stanko Vodičkovi, Františku Nohovi a Vojtěchu Kovářovi od místního kameníka. Na pomníku stojí tato slova:
„Za chléb, mír a svobodu
29. 5. 1918 byli zde popraveni
org. Rumburské vzpoury 7. střel. pl.
z Plzně,
Stanko Vodička
František Noha
Vojtěch Kovář.“

### Mezi světovými válkami
15. července 1934 byl v Rumburku odhalen pomník 302 rumburským občanům, kteří padli v první světové válce.
Dne 2. října 1938 bylo území Rumburka spolu s celým Šluknovským výběžkem dle Mnichovské dohody zabráno Wehrmachtem. O čtyři dny později si Rumburk přijel prohlédnout Adolf Hitler. Poté vydal Městský úřad Rumburk vyhlášku o tom, že do 13. října musí být odevzdány všechny zbraně.

### Po druhé světové válce

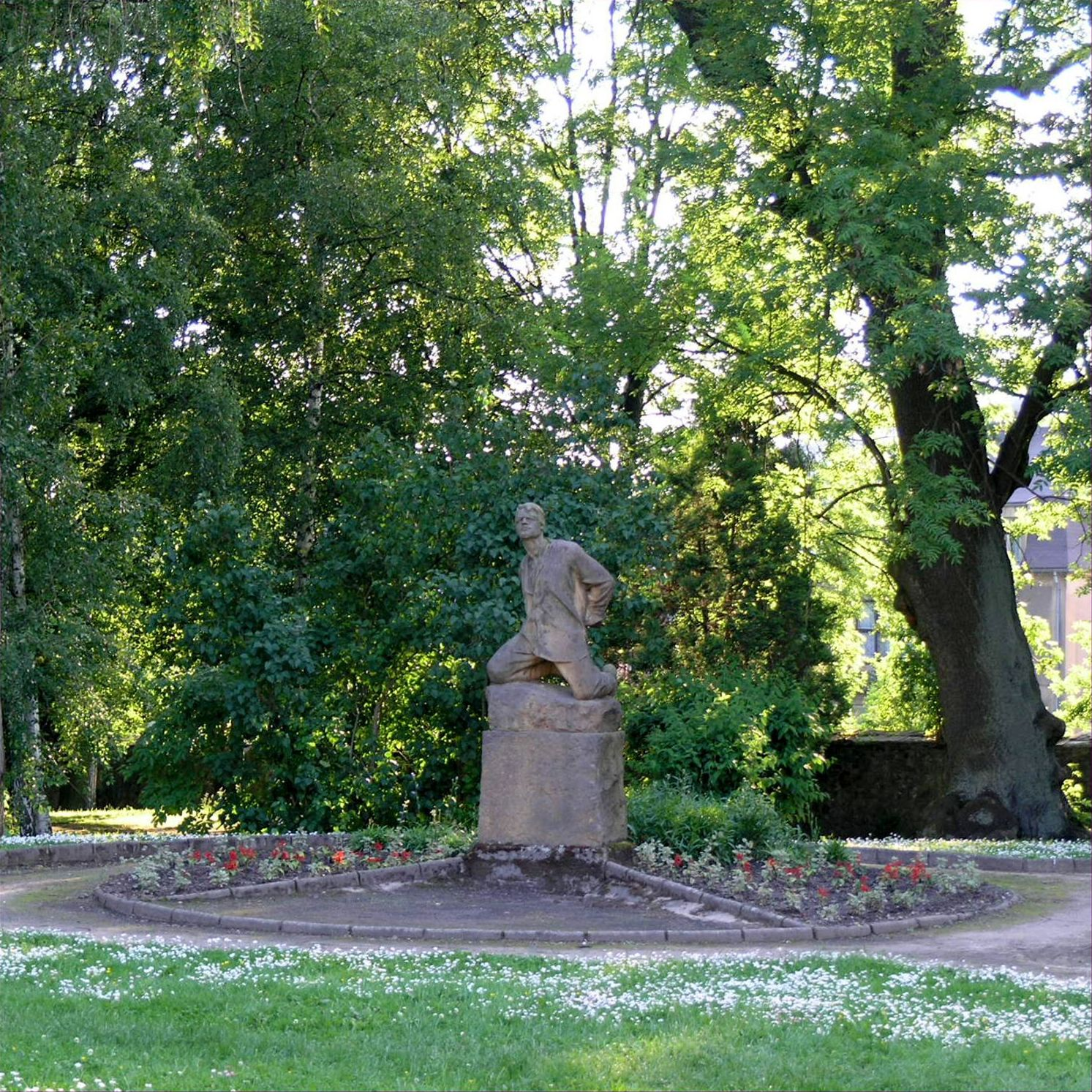
Nepokořený (1958)

Po 15. prosince roku 1946, tedy po vysídlení Němců z Československa (vysídleno bylo z města a jeho nejbližšího okolí 26 255 obyvatel), zbylo v Rumburku 623 občanů německé národnosti.
V Akci K, v noci ze dne 13. na 14. října 1950, byly příslušníky StB, SNB a lidových milicí přepadeny mužské kláštery v Československu. Také kapucíni z Rumburka byli internováni. Poté klášterní areál i s kostelem a barokní zahradou převzal do své správy MNV v Rumburku a areál od té doby chátral. 
V roce 1956 přišel do Rumburka jako nový duchovní místní pravoslavné církevní obce archimandrita Andrej Kolomacký. Získal pro potřeby církevní obce kapli sv. Jana Křtitele na Strážném Vrchu, kapli vlastními silami opravil a vyzdobil malbami v byzantském stylu. V domku při chrámu pak žil de facto poustevnickým způsobem života.
O nízké míře religiozity v těch dobách mimo jiné svědčí i to, že v roce 1964 byl ze 123 uzavřených sňatků pouze jeden jediný církevní (katolický).
Z někdejší barokní zahrady byl v letech 1957–1958 zřízen podle návrhu architekta Zahrádky „Park rumburské vzpoury“. V roce 1958 byla na památku těchto povstalců do inovovaného městského parku instalována dne 3. května 1958 i socha Nepokořený od Vendelína Zrůbeckého. Pískovcová socha byla svým autorem dokončena v roce 1958, je ve slohu socialistického realismu a od 3. května 1958 je zařazena v seznamu kulturních památek.

## Přírodní poměry

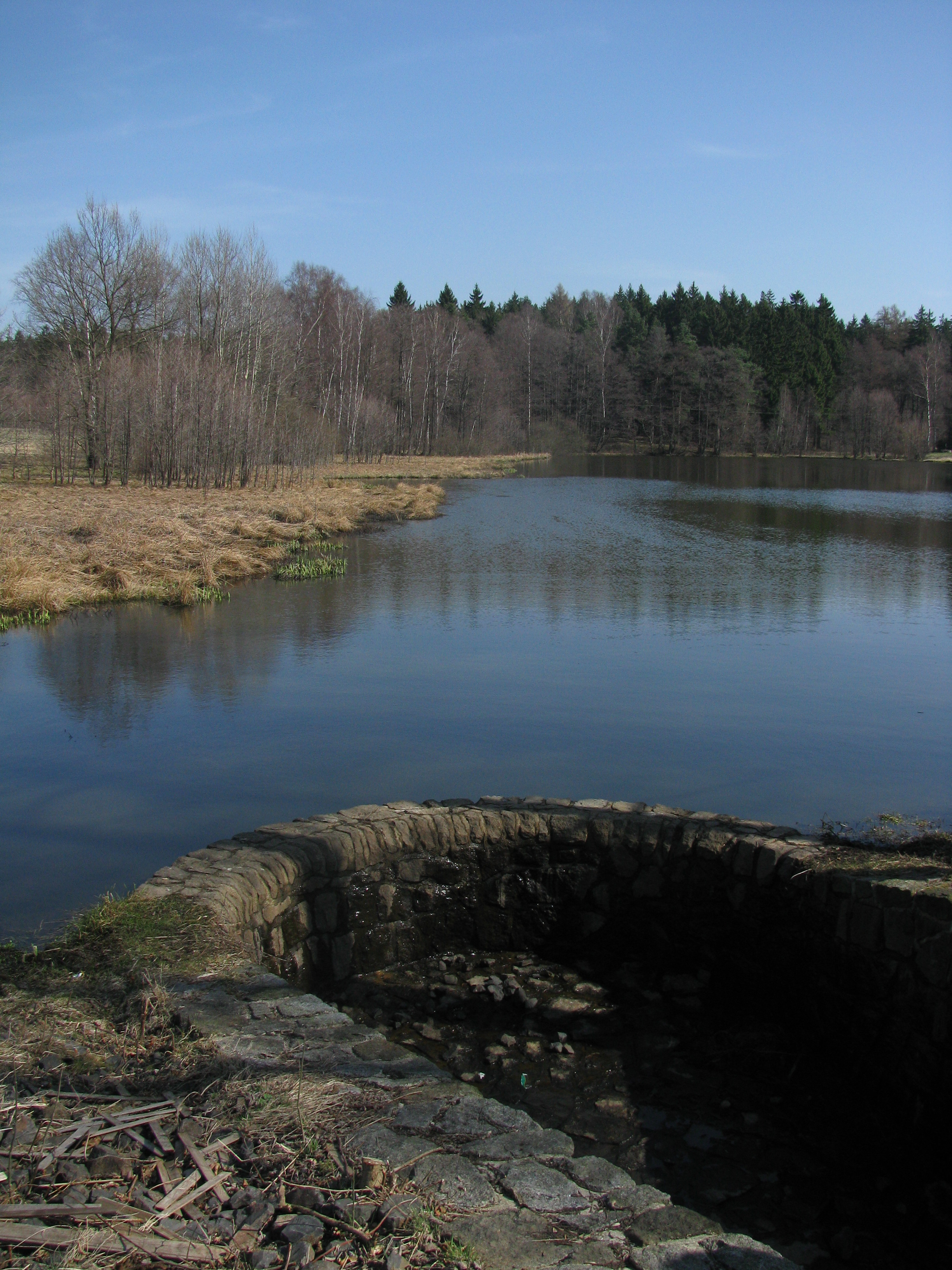
Rybník Racek

### Poloha
Rumburk se nachází ve východní části Šluknovského výběžku, který byl do druhé světové války nazýván České nizozemí či Česká dolní země (Böhmisches Niederland).

### Geomorfologie
Rumburk leží v nadmořské výšce 387 metrů. Z města je nejvýše položena místní část Poustka (410 metrů). Z geomorfologického hlediska patří Rumburk ke Šluknovské pahorkatině. Významnými vrchy na území města Rumburk jsou Dymník (517 metrů) a Strážný vrch (425 m).

### Vodstvo
Většinu území Rumburku přímo odvodňuje říčka Mandava, přítok Lužické Nisy, která náleží k úmoří Baltského moře. Pouze nejsevernější částí území protéká Jiříkovský potok, který náleží k povodí Sprévy a úmoří Severního moře. Nejznámější vodní nádrž v Rumburku je Racek (rybník), jenž slouží zároveň i jako rekreační oblast. Další nádrže jsou například rybník Pivčák, Antoňák, Tůň a největší nádrž přehrada v Rumburku, která se nachází nad městskou zástavbou pod Dymníkem.

### Počasí
Maximální teplota zaznamenaná na meteorologické stanici umístěné na budově městského úřadu byla zaznamenána 20. srpna 2012 15:31 UTC a to 33,7 °C. Naopak nejnižší byla −22,2 °C, naměřená 12. února 2012 v 02:58 UTC.[zdroj⁠?!]

## Obyvatelstvo

Věková struktura obyvatel obce Rumburk roku 2011
Rodinný stav obyvatel obce Rumburk roku 2011
Vzdělání obyvatel obce Rumburk roku 2011

### Náboženský život
Stav věřících v Rumburku – zdrojem je sčítání lidu:
- bez vyznání – 5733 občanů
- římští katolíci – 2 322 občanů
- evangelíci – 141 občanů
- husité – 121 občanů
- řečtí katolíci – 23 občanů
- pravoslavní – 23 občanů[9].

Rok vzniku římskokatolické farnosti není znám, první doklady jsou ze 14. století, kostel sv. Bartoloměje je poprvé doložen v roce 1352, byť tehdejší zasvěcení není s jistotou známo, některé hypotézy předpokládají existenci dřevěného kostela před rokem 1233. V polovině 14. století patřily pod rumburský kostel (farnost) filiální kostely v Krásné Lípě a v Seifhennersdorfu a farnost patřila k žitavskému děkanátu pražské arcidiecéze, brzy poté však pod kostel v Rumburku patřily již jen vesnice Horní Jindřichov a Křečany. Roku 1408 bylo v Rumburku založeno kaplanské místo, s ročním platem 7 grošů. Od poloviny 16. století až do rekatolizace zde působili i luteránští duchovní, od 29. prosince 1636 byli do Rumburka povoláni dva jezuité a během jednoho roku podle své zprávy obrátili celé město na katolickou víru. Zpráva nebyla pravdivá (viz odstavec exulanti). Dosud ne zcela úspěšnou rekatolizaci pak ještě podpořil vznik kapucínského kláštera na území farnosti v roce 1682. V roce 1861 získali evangelíci bývalou kapli sv. Jana Nepomuckého. V roce 1880 bylo téměř 10 tisíc obyvatel katolické víry, zatímco evangelíků bylo 217, židů 41 a bezvěrců 24. V roce 1930 bylo katolíků 9193 z 10466 obyvatel. Roku 1991 se ke katolické víře formálně přihlásilo 2322 osob, přes 300 lidí k jiným vyznáním a 5733 se deklarovalo jako bez vyznání. Roku 1894 byla farnost povýšena na děkanství, patří pod děčínský vikariát. Z rumburské fary jsou v současné době spravovány i neobsazené farnosti Filipov, Jiříkov, Staré Křečany a Brtníky.

## Obecní správa

### Části města

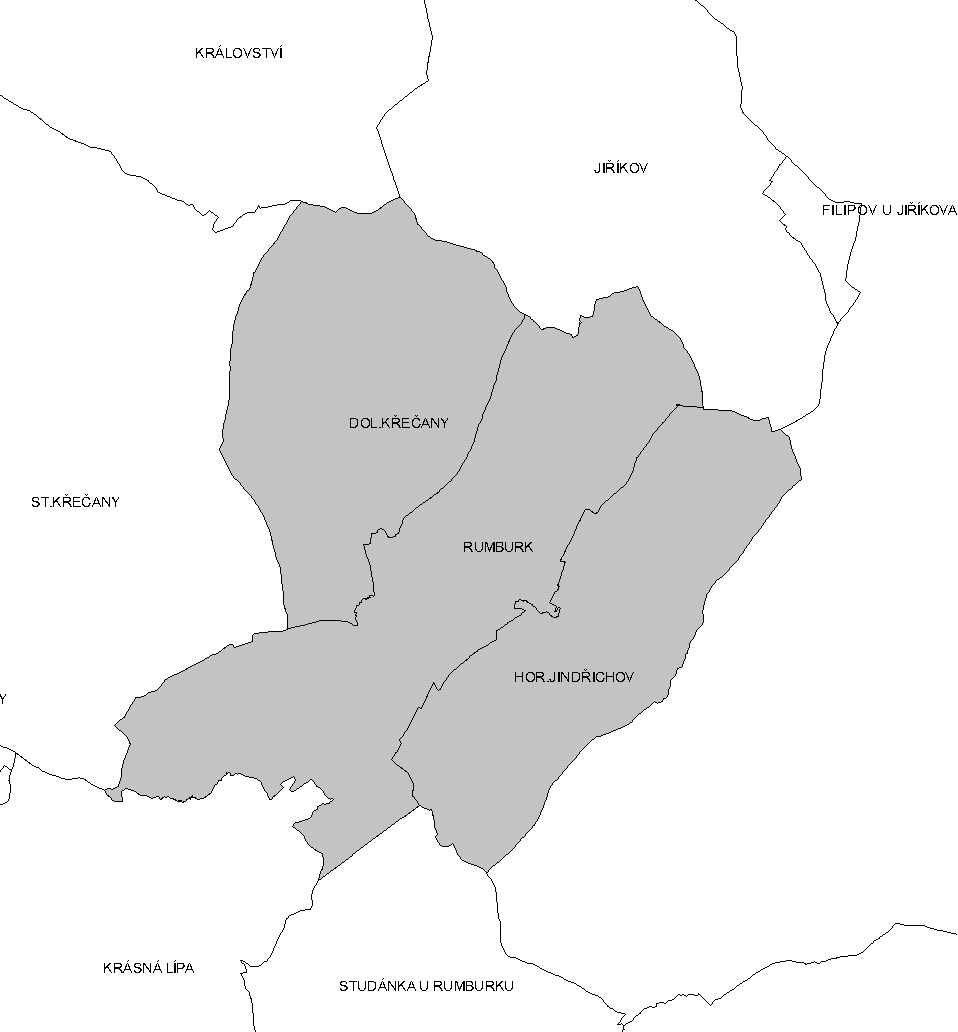
Katastrální území Rumburku

Město se dělí na tři místní části, jež odpovídají třem katastrálním územím. Český statistický úřad území města člení na 23 základních sídelních jednotek.
- Rumburk 1 (katastrální území Rumburk): sídelní jednotky Rumburk-střed, Aloisov, Cihelna, Dymník, Nad nádražím, Pod zámečkem, Podhájí, Strážný vrch, Školní, U hřbitova, Za klášterem, Zátiší
- Rumburk 2-Horní Jindřichov (Oberhennersdorf) (katastrální území Horní Jindřichov): sídelní jednotky Horní Jindřichov, Hraniční les, Na Pražské, Písečná, Výsluní-u Mandavy
- Rumburk 3-Dolní Křečany (Niederehrenberg) (katastrální území Dolní Křečany): sídelní jednotky Dolní Křečany, Antonínovo Údolí, Obora, Poustka-Popluží, U Racka, Výletní

V minulosti měl Rumburk tyto části:
- Rumburk – 555 domů
- Aloisov (Aloisburg) – 131 domů
- Jánské Údolí (Johannesthal) – 16 domů
- Poustka (Klause) – 10 domů
- Podhájí (Frankenstein) – 57 domů
- Starý Bor (Althaide) – 59 domů
- Horní Jindřichov – 15 domů
- Nová Starost (Neusorge) – 105 domů (sloučením těchto částí v roce 1878 měl Rumburk 10010 obyvatel)

### Městské symboly
Popis znaku města: 
„Na červeném štítě je městská hradba z kvádrů stříbrné barvy se dvěma nízkými čtyřhrannými věžemi krytými modrou sedlovou střechou. Na věžích jsou poštovní trubky, vpravo červená, vlevo modrá, obě se zlatým kováním a zavěšené na černé šňůře. V městské hradbě je otevřená brána s dvoukřídlými modrými vraty, na nichž jsou po každé straně tři stříbrné lilie nad sebou. V bráně stojí muž ve zbroji a s přilbou, držící v pravé ruce halapartnu, levici má v bok. Nad hradbou z trsu sítí, po jehož stranách je po jednom orobinci, vyrůstá stříbrná labuť s roztaženými křídly, na nichž je na každé straně modrý pruh se třemi stříbrnými liliemi vedle sebe. Na prsou má labuť zlatý kříž, v zobáku drží zlatý šíp, obrácený hrotem od pravé strany dolů k levé.“

Popis vlajky města: 
„List tvoří pět vodorovných pruhů, červený, bílý, modrý, bílý a červený v poměru 4:1:10:1:4. V modrém pruhu bílá lilie s osou v první třetině listu. Poměr šířky k délce listu je 2:3.“ Podobu vlajky navrhl výtvarník Pavel Šuk. Městu byla oficiálně udělena dne 25. května 1999 tehdejším předsedou parlamentu České republiky Václavem Klausem.

### Přenesená státní správa
Rumburk je od roku 2002 obcí s rozšířenou působností a s pověřeným obecním úřadem.
Přenesenou působnost jako pověřený obecní úřad vykonává kromě vlastního území ještě pro města Jiříkov a Krásná Lípa a obce Staré Křečany a Doubice. Správní obvod rozšířené působnosti města Rumburk zahrnuje navíc ještě správní obvod pověřeného obecního úřadu Šluknov, tj. město Šluknov, Velký Šenov, Mikulášovice a Dolní Poustevna a obce Lipová, Lobendava, a Vilémov.

### Starostové
Přehled starostů (později předsedů MNV a MěNV):
1. 1764–1775 Anton Salomon
2. 1850–1856, Franz Eduard Strache
3. 1856–1868, Adalbert Eyssert
4. 1868–1873, Friedrich Tietz
5. 1873–1893, Theodor Sallman
6. 1893–1900, Ferdinand Ritschel
7. 1900–1903, Rudolf Eyssert
8. 1903–1913, Wenzel Kümpfel
9. 1913–1919, Adolf Fischer
10. 1919, Gustav Michel
11. 1919–1924, August Bartel
12. 1924–1930, Gustav Michel (zvolen podruhé)
13. 1930–1938, Wenzel Peschek
14. 1938–1945, Karl Liebscher
15. 1945, Hynek Vágner
16. 1945, Jaroslav Valenta
17. 1945–1946, Oldřich Rajtr
18. 1946–1948, Božena Hlaváčová
19. 1948–1950, Vladimír Brtek
20. 1950–1953, Jaroslav Vaněk
21. 1953–1964, Antonín Henyš
22. 1964–1968, Blažena Mazalová
23. 1968–1970, Jiří Radosta
24. 1970–1975, Jaroslav Filip
25. 1975–1986, Bohumír Beytler
26. 1986–1990, Václav Staněk
27. 1990–1998, Václav Pohl
28. 1998–2002, Jan Sembdner
29. 2002–2012 Jaroslav Sykáček[9] zároveň ve volebním období 2008 až 2014 senátorem za okres Děčín.[32]
30. 2012–2014, Jaroslav Trégr[33]
31. 2014–2018 Jaroslav Sykáček
32. od roku 2018 Lumír Kus

### Vztahy s jinými obcemi
Rumburk je členem Euroregionu Nisa, Dobrovolného svazku obcí Sever, Dobrovolného svazku obcí Tolštejn, Sdružení pro rozvoj Šluknovska.
Město udržuje přátelské styky se sousedním německým městem Seifhennersdorf, spolu s gymnáziem udržuje přátelské kontakty s bavorským městem Sulzbach-Rosenberg, kde jde i o kontakty s původními obyvateli Rumburka. V rámci Společnosti přátel východu udržuje město přátelské styky s ruským městem Kiržač.

## Hospodářství

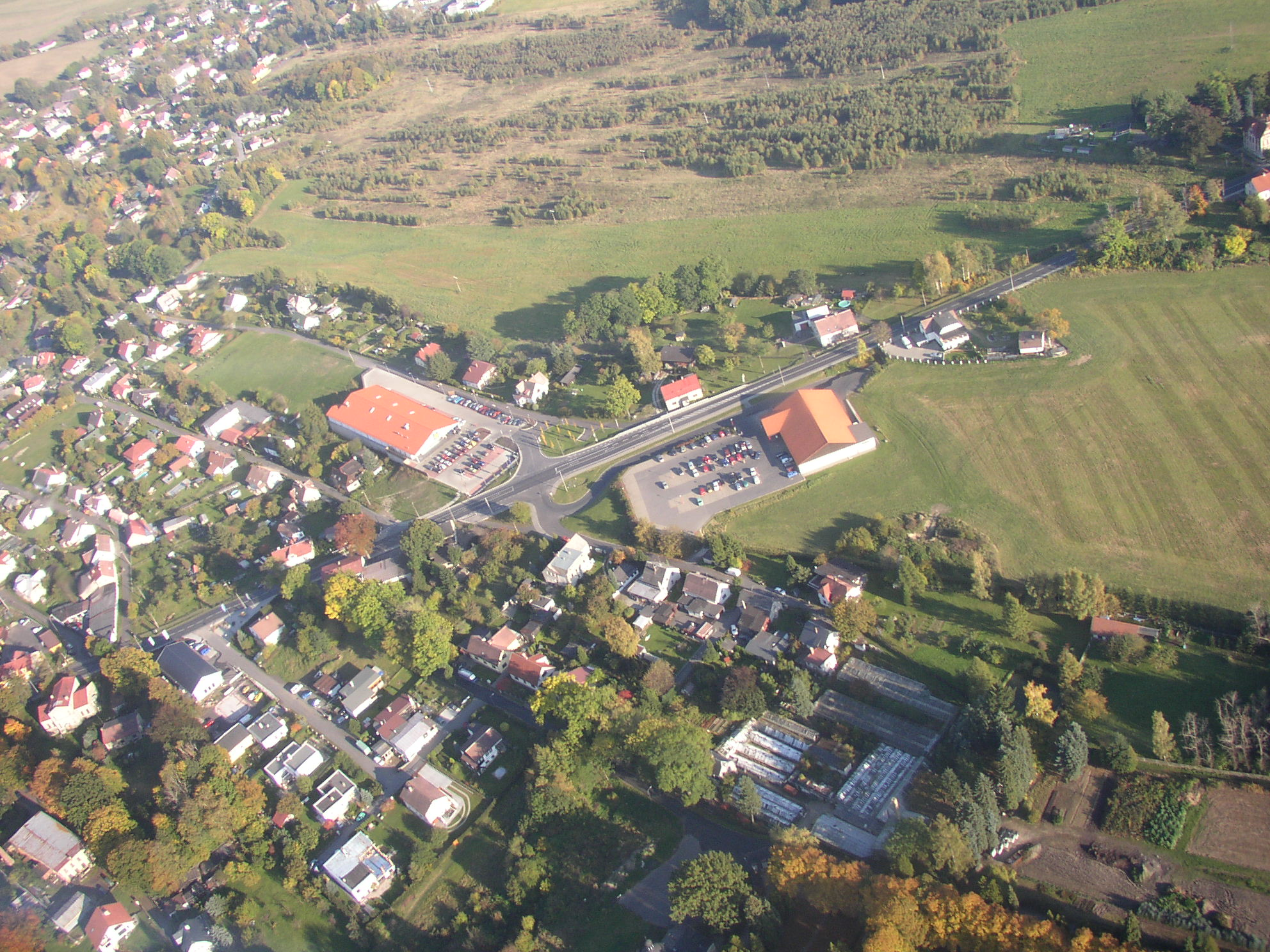
Letecký pohled na Horní Jindřichov se silnicí I/9 a se supermarkety Penny a Lidl

Majitel panství Rumburk od roku 1532 – Georg ze Schleinitz byl roku 1557 osmým nejbohatším šlechticem v Čechách se 72 284 kopami grošů.
Rumburk má v současné době vlastní průmyslovou zónu, ve které se nachází několik benzínek a továrna firmy Benteler. Nyní společnost VTP s. r. o. pracuje na projektu Podnikatelského centra Rumburk
V Rumburku se nachází supermarkety Penny, Lidl a Tesco.

### Zdravotnictví a sociální služby
V Rumburku je dobře vybudovaná síť zdravotnické péče. Poskytuje ji několik soukromých lékařů, poliklinika a nemocnice. Součástí nemocnice je Sanatorium Frankeinstein, které je situováno v Podhájí. Sociální služby poskytují: od roku 2001 Agentura Pondělí v ulici 2. polské armády (pro osoby se zdravotním postižením) a farní charita.
První nemocnice v Rumburku byla postavena roku 1854. Ne však na místě, kde stojí dnes, vedle bazénu, ale na místě dnešní Obchodní akademie. V roce 1928 se nemocnice přestěhovala na místo dnešní budovy. Stavba této budovy si vyžádala 9 250 000 korun.
Sanatorium Frankeinstein bylo otevřeno 1. června 1901. Jako majitel byl uváděn Carl Dittrich z Krásné Lípy. Dne 1. ledna 1999 převzala oba objekty do správy 1. Zdravotní Rumburk. Dnes patří (objekty) pod společnost Krajská zdravotní, a.s..

## Doprava
Železniční doprava byla v Rumburku zavedena roku 1869, dnes vedou z Rumburku železniční tratě Děčín–Rumburk, Rumburk–Sebnitz, Rumburk–Mikulášovice a Rumburk–Ebersbach. Na území města se nachází stanice Rumburk a další dvě železniční stanice a zastávky. Páteř silniční sítě tvoří silnice I/9 z Prahy a další silnice propojující Rumburk s okolím. Autobusové spojení má Rumburk od roku 1910, dnes má autobusová doprava hlavní uzel na autobusovém nádraží nacházejícím se u železničního nádraží v centru města. Vlastní městskou hromadnou dopravu Rumburk nemá. Dálkovou autobusovou dopravu zajišťují především linky čtyř dopravců propojující Šluknovsko s Prahou. Regionální autobusovou dopravu na Šluknovsku zajišťuje od roku 2007 ČSAD Semily.

## Společnost
Ve městě je městská knihovna, Dům dětí a mládeže a farní charita.

### Školy

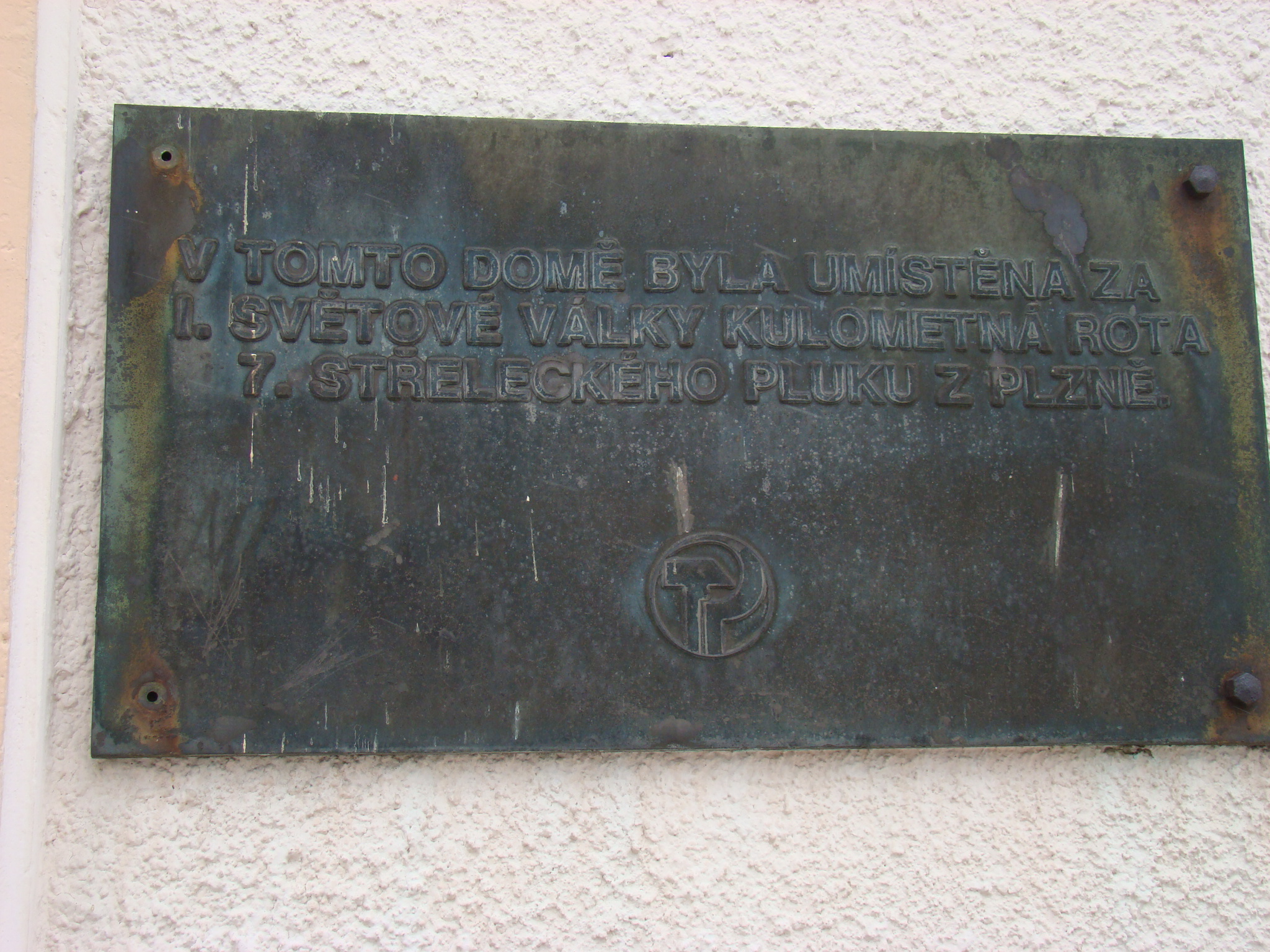
Pamětní deska na škole v ulici Vojtěcha Kováře

Ve městě jsou dvě veřejné základní školy se všemi ročníky (ZŠ Tyršova a ZŠ U nemocnice), jedna veřejná škola pro první stupeň v Horním Jindřichově v ulici Vojtěcha Kováře, soukromá základní škola Pastelka a speciální základní škola, tři střední školy, jazyková škola a základní umělecká škola.
Základní škola Tyršova sídlí v budově bývalé chlapecké měšťanské školy. Škola byla otevřena roku 1901. V době první světové války sloužila škola jako kasárna pro vojáky. 21. května 1918 na nádvoří této školy vypukla tzv. Rumburská vzpoura. Nakrátko v roce 1945 tuto budovu používal Sbor národní bezpečnosti.
Základní škola U Nemocnice (tzv. Nová škola) byla vybudována v letech 1980–1984 pro nově vznikající panelové sídliště Podhájí.
Základní škola Pastelka je soukromá základní škola se zaměřením na aktivní přeshraniční spolupráci s německou školou v Ebersbachu.
Střední a ostatní školy:
- Střední odborná škola mediální grafiky a polygrafie Rumburk, příspěvková organizace.
- Střední zdravotnická škola a Obchodní akademie Rumburk, příspěvkové organizace.
- Gymnázium Rumburk. Ač je nad vstupním portálem napsáno, že bylo dokončeno roku 1908, bylo doopravdy dokončeno až v roce 1909.[37]
- LINGUA – jazyková škola
- Základní umělecká škola, Rumburk, Růžová – příspěvková organizace.[38]

### Sport
V roce 1946 vznikla spojením celků Pošta Rumburk a SK Rumburk tělovýchovná jednota. K té se v roce 1949 připojil ještě SK Horní Jindřichov. V 60. letech hrál fotbalový klub při TJ v krajské soutěži, což byla třetí nejvyšší soutěž.  V roce 1993 se fotbalový oddíl osamostatnil pod názvem FK Rumburk a v roce 2000 dochází k přejmenování podle generálního sponzora na FK MÜHL Rumburk. V současné době hraje I.A třídu.
V rámci TJ Rumburk dnes působí oddíly ASPV, atletiky, basketbalu, cyklistiky, florbalu, horolezecký, jachtingu, ledního hokeje, tenisu a volejbalu. Oddíl cyklistiky je pořadatelem amatérského silničního závodu Tour de Zeleňák. Trasa závodu vede z Rumburka přes Jiříkov, Šluknov, Lipovou, Lobendavu, Dolní Poustevnu, Vilémov, Mikulášovice, Brtníky a Staré Křečany zpět do Rumburku a měří 56 km. 5. září 2009 se uskuteční již 25. ročník.
Dlouholetou tradici má v Rumburku i japonský úpolový sport judo. 1. ledna 1963 byl při TJ Rumburk založen oddíl, který se 10. prosince 1990 osamostatnil pod názvem Judoklub Rumburk. Ten působil až do roku 2007. Pokračovatelem tradice je JV JUDO Rumburk, který byl založen při DDM v roce 1995.
V roce 1982 byl uveden do provozu plavecký bazén. . Bazén je dlouhý 25 metrů, má šest drah a k dispozici je též třímetrový skokanský můstek, při něm je i dětský plavecký bazén. Je i možnost sauny.

### Dům kultury Střelnice

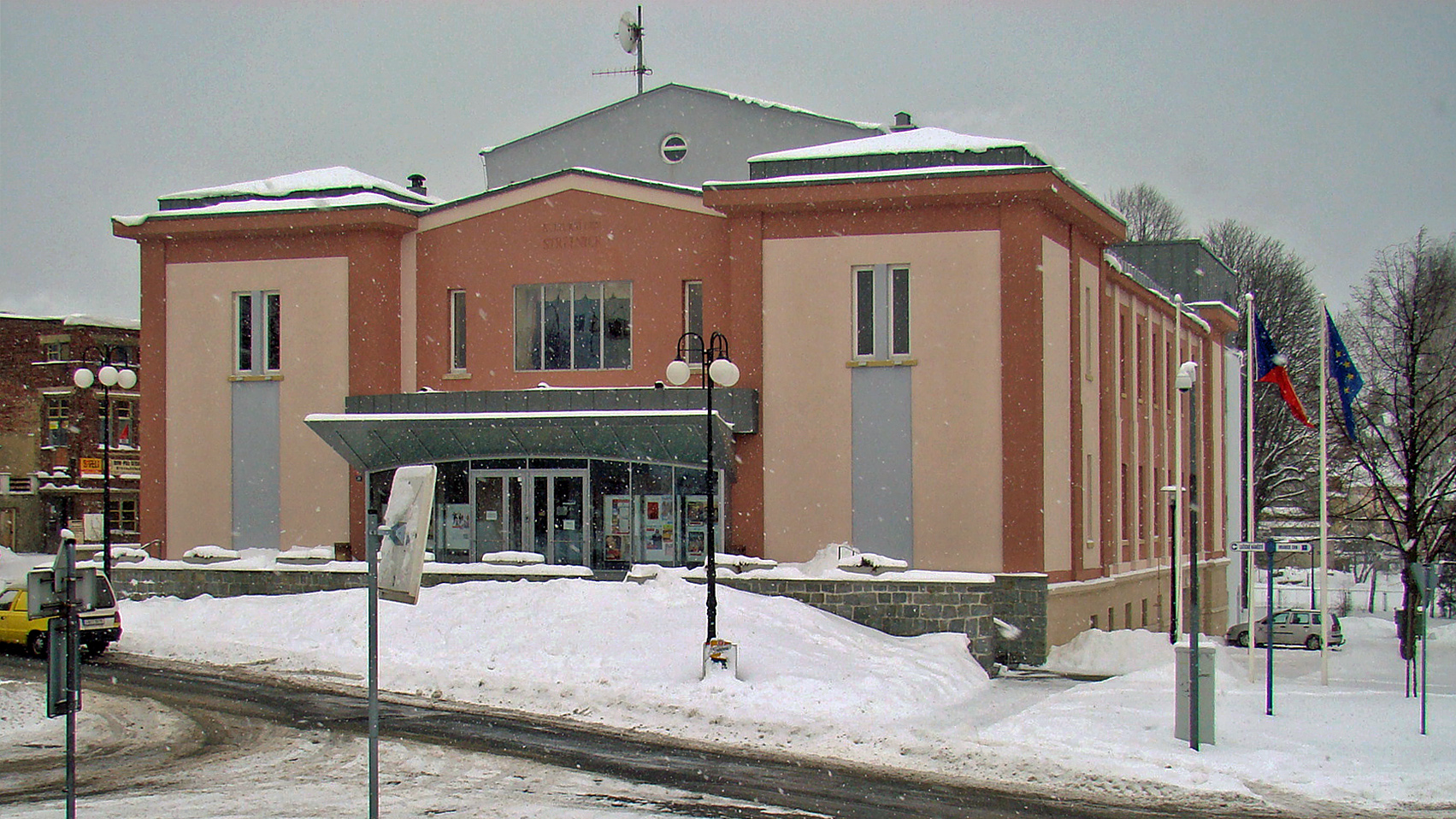
Dům kultury Střelnice Rumburk

Roku 1862 byl pověřen architekt Durba z Prahy vypracováním plánů na výstavbu nové budovy pro rumburské ostrostřelce. Stavbu realizoval stavitel Miller a to ze stavebního materiálu, který poskytl kníže Johann z Liechtensteinu. Budova byla slavnostně otevřena 17. července 1864.
Po válce byly provedeny opravy a od 5. prosince 1945 budova sloužila ke schůzkám místní skupiny Svazu československé mládeže. V šedesátých letech prošla Střelnice rozsáhlou adaptací a od 28. října 1965 pak fungovala jako Dům kultury. V roce 2004 byla zahájena kompletní rekonstrukce podle projektu libereckého SIALu. Rekonstrukce trvala dva roky a vyžádala si investici ve výši cca 75 miliónů korun.

### Muzeum
V Rumburku je od roku 1902 městské muzeum. Od roku 1945 do období socialismu se o ně staral Rudolf Demel, který je také autorem knihy Dějiny města Rumburka. Rekonstruováno a znovuotevřeno bylo roku 1998 pod vedením jeho dcery Barbory Hildebrandtové, ovšem jako pobočka Regionálního muzea v Děčíně. Dodnes čítá několik set regionálních exponátů, zejména obrazů, nábytku a oděvů.

### Knihovna
Knihovna vznikla roku 1882 a byla umístěna na Střelnici. Po tomto stavu se knihovna několikrát stěhovala, naposledy a zatím definitivně roku 1994 do budovy bývalého kapucínského konviktu. Nyní se v knihovně nachází knihovnický systém Lanius a sama knihovna čítá na sto tisíc svazků knih.

### Turistika
Městem prochází několik cyklotras (č. 3014 a 3042) a několik pěších turistických značených tras (žlutá a modrá), které turisty navádějí k zajímavým objektům ve městě a v okolí, zejména rozhledně na Dymníku a které mají mezi Horním Jindřichovem a Seifhennersdorfem návaznost na německé trasy.
Pro zimní sporty slouží krátký lyžařský vlek na Strážném vrchu.
V Rumburku se nachází mnoho hotelů, například Lužan, U Lišáka, Faraon, Zelený Strom, Hvězda, ubytování nabízí i sportovní centrum Sportlife, restaurant na Dymníku, Camp Valdek a další.

## Pamětihodnosti

### Loreta

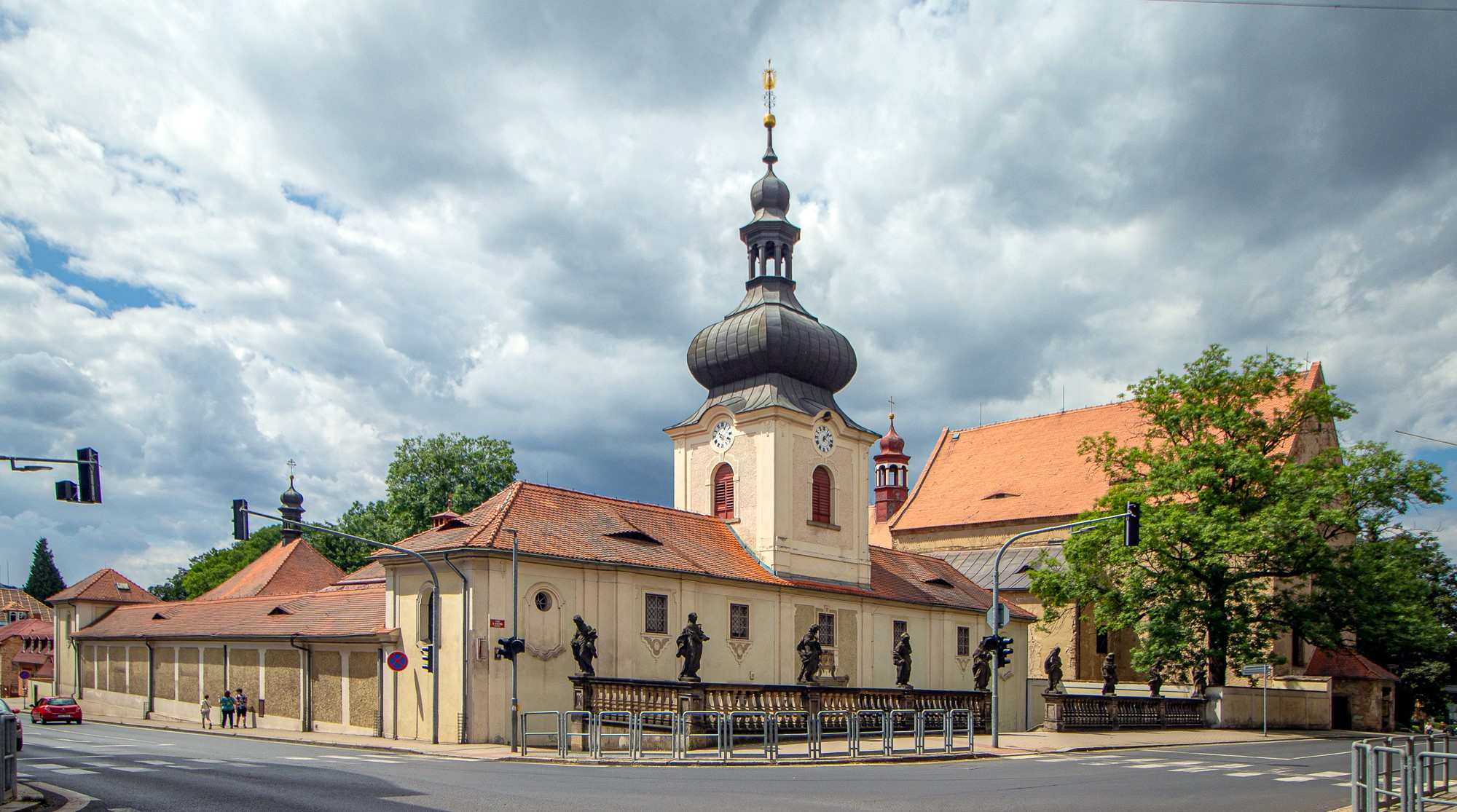
Rumburská loreta

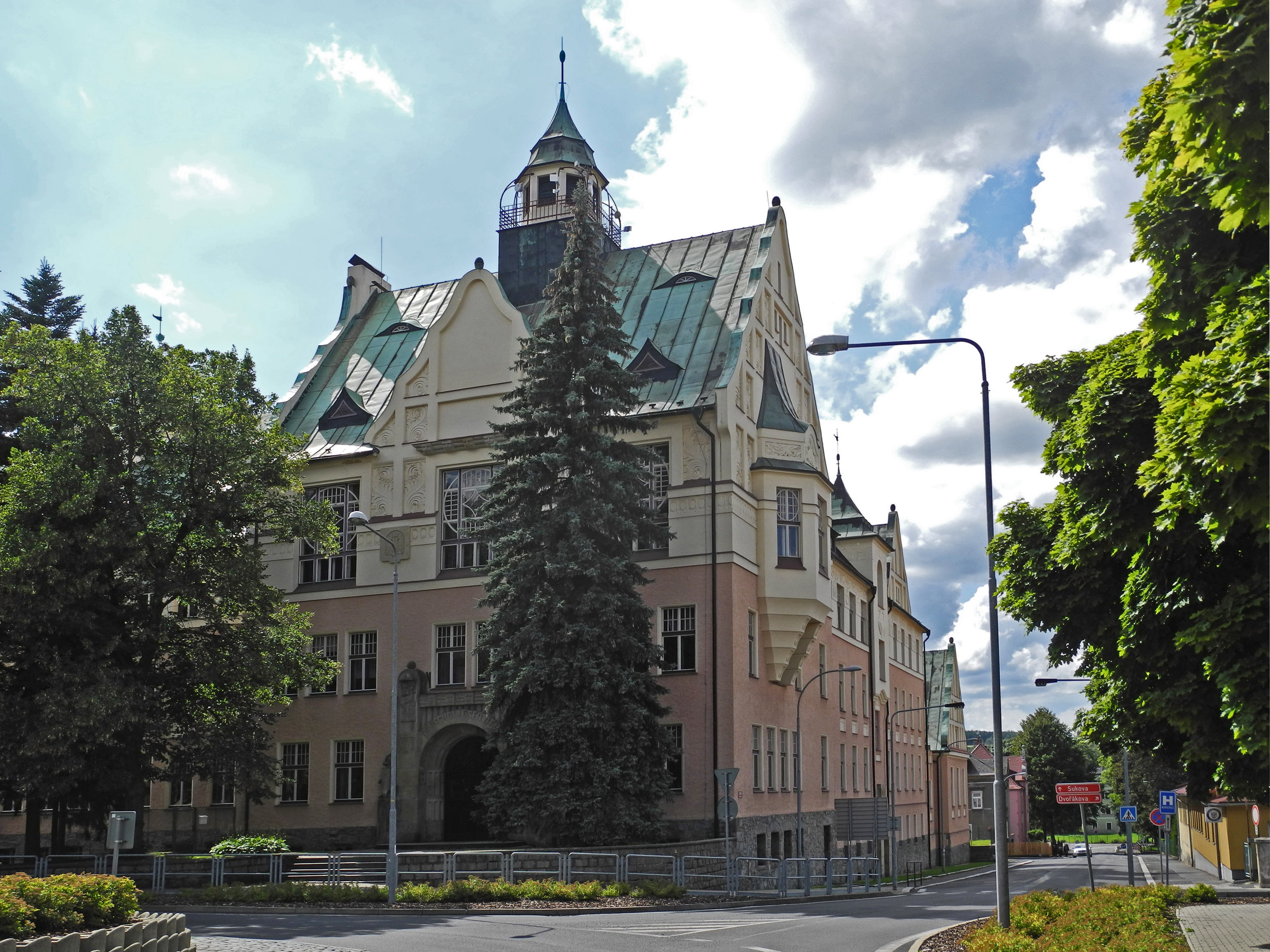
Secesní budova gymnázia

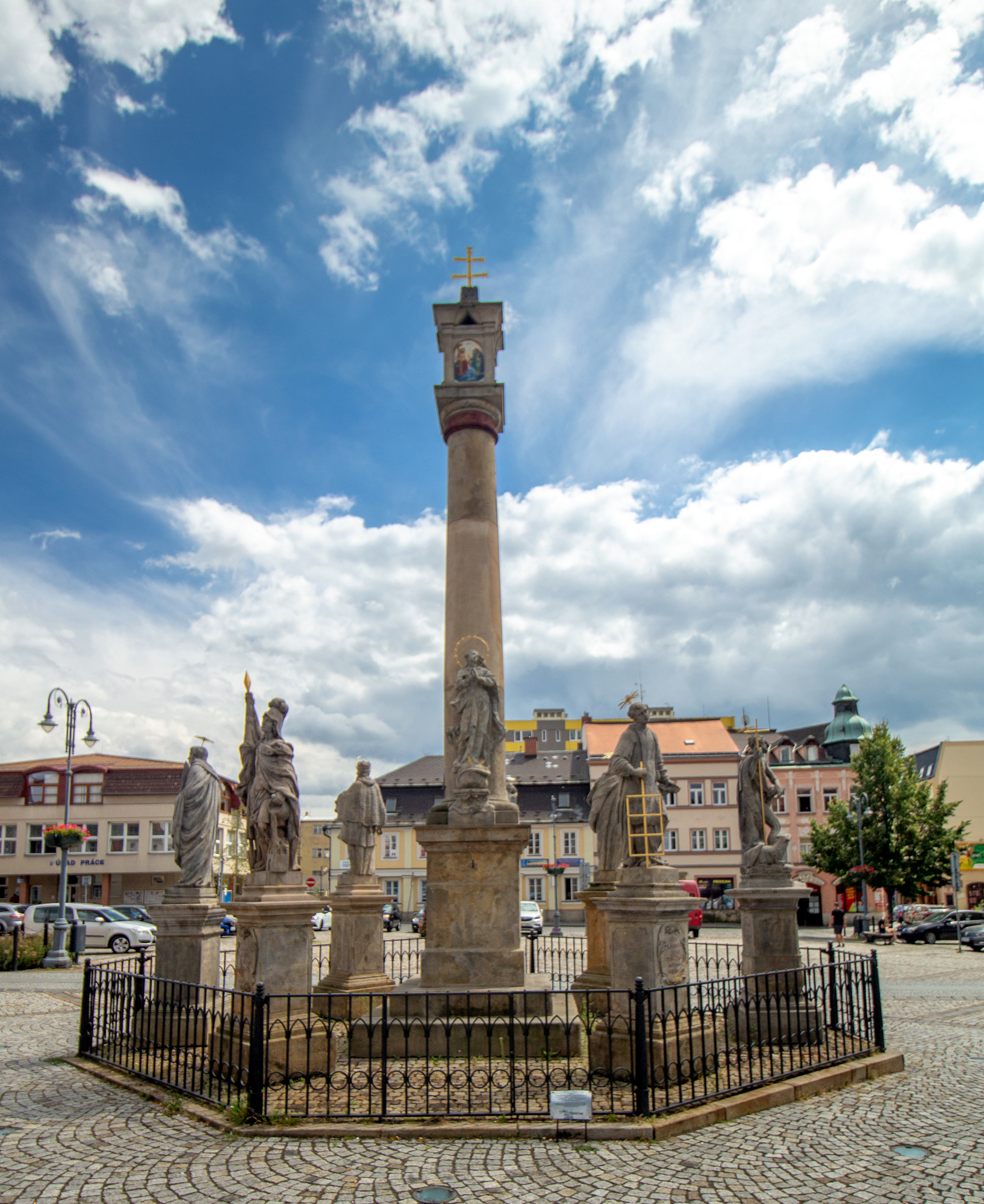
Morový sloup na Lužickém náměstí

Základní kámen proslulé poutní loretánské kaple Panny Marie položil litoměřický biskup Jaroslav Ignác ze Šternberka. Byla stavěna v letech 1704–1709 stavitelem Janem Lukasem Hildebrandtem a na rozdíl od svého originálu, který je z mramoru, je celá z pískovce. Na vnější výzdobě se podílel sochař Jan František Bienerth ze Schirgiswalde. Uvnitř kaple najdeme sochu Černé Madony s dítětem, která byla roku 1694 zhotovena v Římě a posvěcená papežem Inocencem XII. Rumburská Loreta je, stejně jako Loretánská kaple v Praze, přesnou kopií svého italského originálu a je nejen nejsevernější Loretou v Čechách, ale i v Evropě. Postavit jí nechal zdejší kníže Antonín Florián z Lichtenštejna.
Z pískovce jsou rovněž sochy deseti Sibyl a proroků, které jsou dílem barokního umělce Jana Františka Bienertha ze Schirgiswalde, který zhotovil také sochy na balustrádě před klášterem. Severní stranu zdobí sochy Sibyly libyjské a delfské, proroků Jeremiáše a Ezechiela. Reliéfy zobrazují Zvěstování Panně Marii, navštívení Panny Marie a sčítání lidu v Betlémě. Před stěnou je kamenný oltář, na kterém byla původně umístěna socha sv. Josefa.
Západní stranu zdobí sochy Sibyly perské, kumánské a eritrejské, proroků Davida a Malachiáše. Reliéry zobrazují klanění pastýřů a tří králů.
Jižní stranu zdobí sochy Sibyly sabinské a kumunské, proroků Mojžíše a Balaáma. Reliéfy zachycují smrt P. Marie a přenesení nazaretského domku ze Svaté Země do Dalmácie, a odtud do Loreta.
Uvnitř Lorety se nachází socha Černé Madony s dítětem, pocházející z roku 1694, zhotovená v Římě a požehnaná papežem Inocencem XII. Po svém požehnání byla vystavena 8 dní v italském Loretu, kde ji mohli poutníci veřejně uctít, a poté byla osobně knížetem Antonínem Floriánem z Lichtenštejna přenesena do Rumburku. Nejprve byla umístěna ve farním kostele, později v kostele klášterním, a konečně 15. září 1707 byla slavnostně přenesena do Lorety. Stejně jako v italské Loretě jsou i zde umístěny makety velkých votivních svící. Na levé straně je výklenek s dvířky zdobenými dřevořezbou na motivy zvěstování P. Marie. Pod novodobým oltářem je umístěna hrobka.
V roce 1771 byla instalována v malé věži loretánské kaple zvonková hra. Když se časem poškodila, byla prodána do Saska. Rumburská Loreta patří do komplexu několika staveb. Kolem Lorety byly v letech 1743–1749 postaveny ambity s křížovou cestou, které jsou zdobeny malbami motivovanými životem P. Marie. Dále do komplexu patří klášterní kostel sv. Vavřince a bývalý kapucínský klášter, kde je objekt městské knihovny.
Loreta je kulturní památkou ČR. Její obrázek je na Turistické známce č. 831.

### Další kostely a kaple
- Kapucínský kostel sv. Vavřince byl postaven v letech 1683–1690 na náklady knížete Antonína Floriána z Lichtenštejna. Vysvěcení kostela proběhlo 9. dubna 1690 sídelním biskupem Jaroslavem ze Šternberka.[46]
- Kostel sv. Bartoloměje
- Evangelický kostel sv. Jana Nepomuckého na Krásnolipské ulici, 2. srpna 2003 kostel vyhořel.[zdroj?]
- Pravoslavná kaple Stětí sv. Jana Křtitele na Strážném vršku (Strážáku)
- Hřbitovní kaple
- Křížová cesta na Strážném vršku

### Další památky a zajímavosti
- Zámek Rumburk
- budova rumburského gymnázia postavená v secesním stylu v letech 1908–1909
- Šmilovského ulička– soubor rozptýlených manufaktur, předměstských tkalcovských podstávkových domů (vesnická památková rezervace od roku 1995)[47]
- pomník Rumburské vzpoury
- Morový sloup na náměstí
- Domy na náměstí s podloubím
- Rozhledna Dymník
- Městské muzeum
- Dům kultury Střelnice

### Parky
- Park Rumburské vzpoury na místě bývalé klášterní zahrady
- Bývalý městský park v ulicích U parku a Okružní
- Bývalý park na Strážném vršku s letním kinem

## Rodáci a osobnosti
- Johann Christoph Kridel – varhaník a hudební skladatel (1672–1733)
- Robert Allason – zakladatel továrny na textil († 7. dubna 1724, Rumburk)
- Anton Salomon – průmyslník (1717–1793)
- Jacob Kolditz – houslař (1718–1796)
- Josef Anton Laske – houslař a výrobce hudebních nástrojů (1738–1805)
- Johann Nepomuk Fischer – oční lékař a profesor medicíny na Karlově univerzitě (29. května 1777, Rumburk – 17. října 1847, Praha)
- Josef Emanuel Fischer – průmyslník a přírodovědec (19. února 1787, Rumburk – 17. března 1866, Hetzendorf)
- Franz Xaver Chwatal – hudební skladatel (1808–1879)
- Franz Pfeifer – statkář a politik, poslanec zemského sněmu a Říšské rady (1832–1897)
- Anton Emanuel Schönbach – literární vědec (1848–1911)
- Wilhelm Ressel – spisovatel a básník (1852–1938)
- Eduard Pfeifer – novinář (1855–1929)
- Jakob Groh – grafik (1855–1917)
- Heinrich Pfeifer – vydavatel, tělovýchovný funkcionář a politik, poslanec zemského sněmu (1862–1936)
- Julius Pfeifer – rakouský a český podnikatel, poslanec Říšské rady (1864–1934)
- Heinrich Bandler – hudebník (19. listopadu 1870, Rumburk – 8. června 1937, Hamburk)
- Rudolf Heine – stavební inženýr a poslanec Říšské rady (1877–1949)
- Hermann Fischer – hudební skladatel (4. ledna 1884, Rumburk – 6. července 1967
- Albin Hugo Liebisch – konstruktér motorky Čechie-Böhmerland (1888–1965)
- Bohumila Horáčková – akademická malířka (1905–1987)
- Rudolf Demel – historik, pracovník muzea (17. května 1905, Chomutov – 8. září 1974, Rumburk)
- Franz Palme – letecký lékař a vysokoškolský profesor (1907–1960)
- Rita Schober – romanistka a literární vědkyně (1918–2012)
- Helmut Baierl – spisovatel (1926–2005)
- Franz Fukarek – botanik a vysokoškolský profesor (1926–1996)
- Jiří Loewy – novinář, publicista a politik (1930–2004)
- Gerhard Fischer – klarinetista a učitel hudby (* 1938)
- Ralf Petersen – hudebník a hudební producent (* 1938)
- Jaroslav Falta – motokrosový závodník, vyhlášen českým motokrosařem 20. století, vicemistr světa 1974 (1951–2022)
- Jiří David – malíř, fotograf (* 1956)
- Antonín Střížek – malíř, fotograf (* 1959)
- Martin Pohl – rapper vystupující pod pseudonymem Řezník (* 1986)
- Anežka Drahotová – atletka, chodkyně (* 1995)